# Memo Rojas

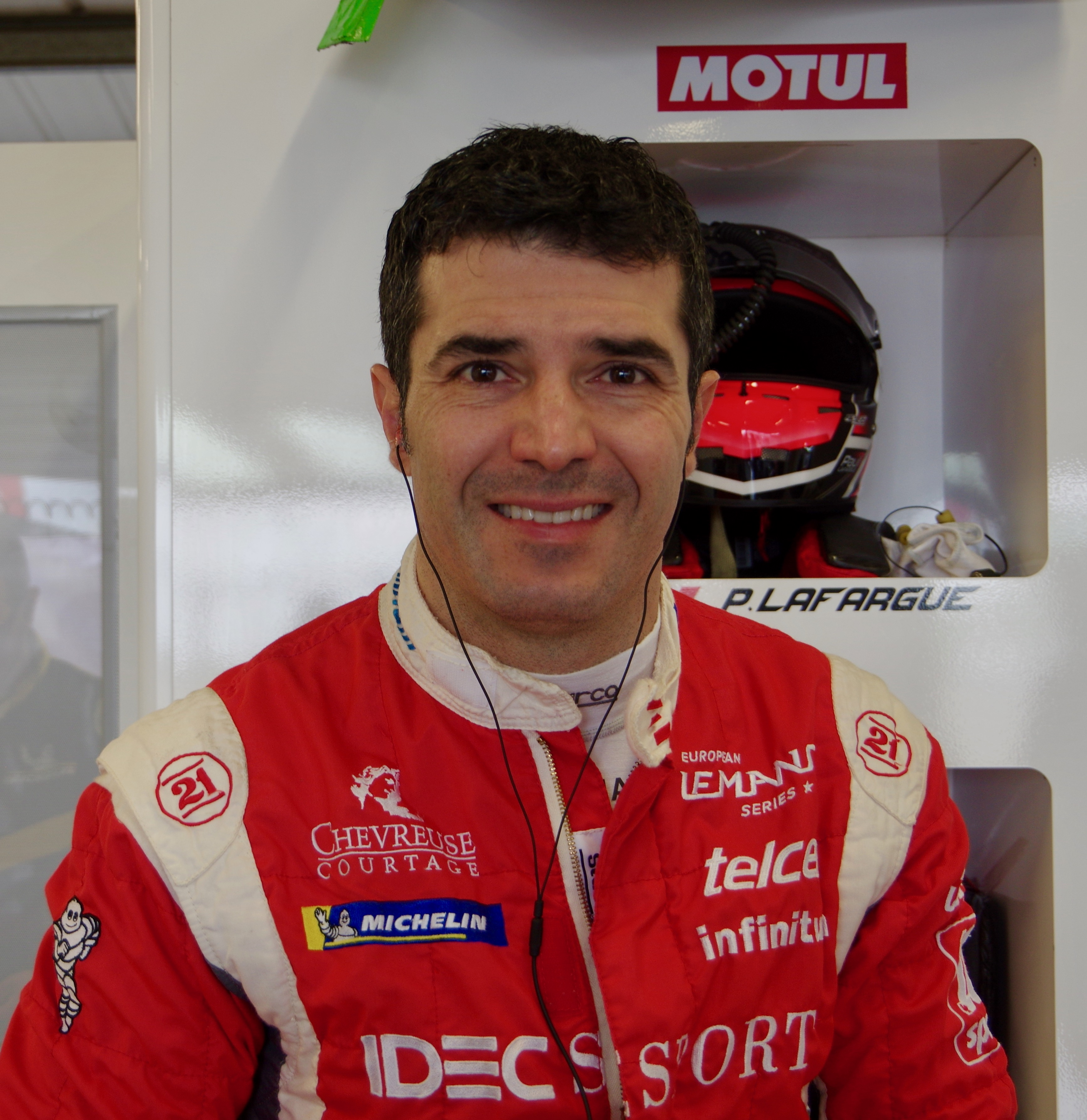
Memo Rojas beim 4-Stunden Rennen von Silverstone 2019 der European Le Mans Series

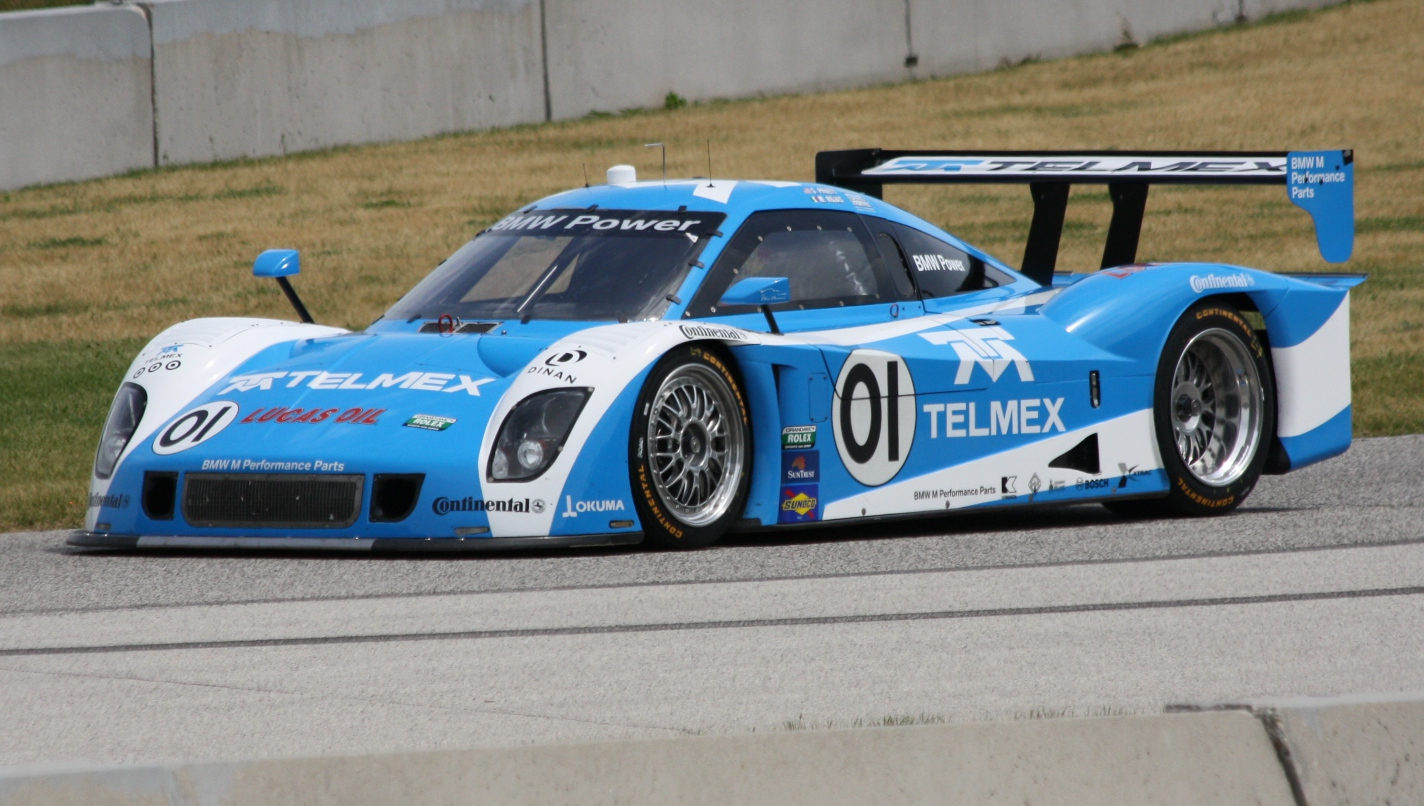
Der Riley Mark XXVI von Scott Pruett und Memo Rojas beim Grand-Am-Rennen in Road America 2012

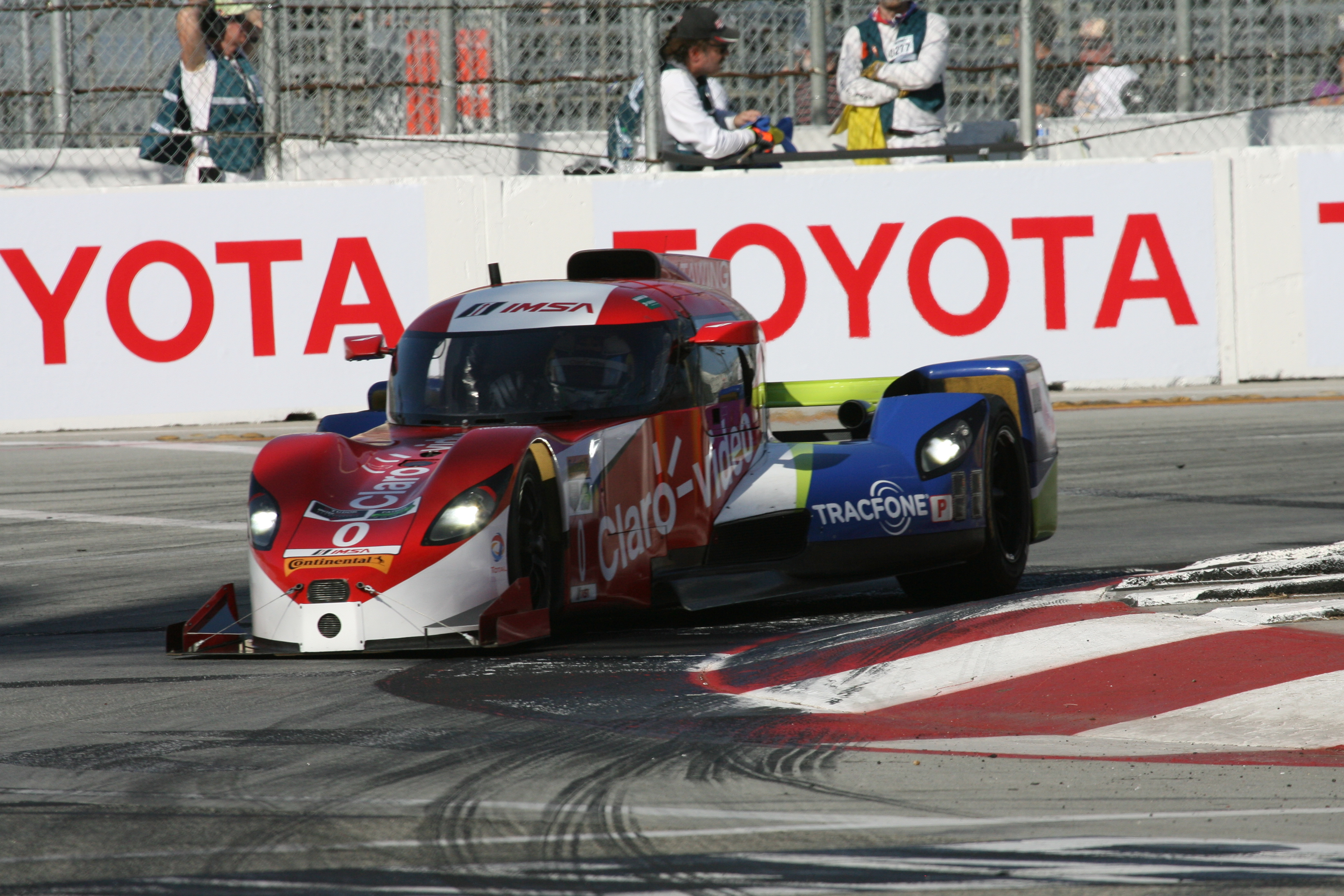
Memo Rojas im Deltawing 2015

Guillermo „Memo“ Rojas y Quer de Barcelo (* 18. August 1981 in Mexiko-Stadt) ist ein ehemaliger mexikanischer Automobilrennfahrer. Er ist mehrfacher Sieger der 24 Stunden von Daytona und gewann 2014 die 12 Stunden von Sebring.

## Karriere im Motorsport
Memo Rojas kam als Sohn des mexikanischen Rennfahrers Guillermo Rojas zur Welt. Nach Anfangsjahren im Kartsport ging er ab 1996 in Monoposto-Nachwuchsserien an den Start. Über die Formula Reynard México kam er in mexikanische Formel-2- und 1997 in die Formel-3-Meisterschaft seines Heimatlandes. 1997 wurde er Gesamtzweiter und Gesamtdritter 1998. 1999 kam er in die Vereinigten Staaten und fuhr einige Jahre in der Barber Dodge Pro Series. 2003 wurde er hinter Leonardo Maia Gesamtzweiter des Bewerbs.
Nach einem erfolglosen Jahr in der Formel Renault V6 Eurocup 2004 wandte er sich dem Sportwagensport zu und wurde im folgenden Jahrzehnt zu einem der erfolgreichsten Piloten in Nordamerika. 2008, 2010, 2011 und 2012 gewann er mit Partner Scott Pruett für Chip Ganassi Racing die Gesamtwertung der Grand-Am Sports Car Series. Dreimal, 2008, 2011 2013, siegte er beim 24-Stunden-Rennen von Daytona und 2014 beim 12-Stunden-Rennen von Sebring.
Von 2017 bis 2023 war er in der FIA-Langstrecken-Weltmeisterschaft und der European Le Mans Series aktiv.
Am 11. Dezember 2023 gab er bekannt seine aktive Rennfahrerkarriere zu beenden.

## Statistik

### Le-Mans-Ergebnisse
| Jahr | Team               | Fahrzeug       | Teamkollege     | Teamkollege        | Platzierung | Ausfallgrund    |
| ---- | ------------------ | -------------- | --------------- | ------------------ | ----------- | --------------- |
| 2016 | Greaves Motorsport | Ligier JS P2   | Julien Canal    | Nathanaël Berthon  | Rang 10     |                 |
| 2017 | G-Drive Racing     | Oreca 07       | Ryō Hirakawa    | José Gutiérrez     | Rang 39     |                 |
| 2018 | IDEC Sport         | Ligier JS P217 | Paul Lafargue   | Paul-Loup Chatin   | Ausfall     | Getriebeschaden |
| 2019 | IDEC Sport         | Ligier JS P217 | Paul Lafargue   | Paul-Loup Chatin   | Rang 10     |                 |
| 2020 | DragonSpeed USA    | Oreca 07       | Timothé Buret   | Juan Pablo Montoya | Ausfall     | Elektrik        |
| 2021 | Dupueine Team      | Oreca 07       | René Binder     | Tristan Gommendy   | Rang 14     |                 |
| 2022 | Duqueine Team      | Oreca 07       | Richard Bradley | Reshad de Gerus    | Rang 52     |                 |
| 2023 | Alpine Elf Team    | Oreca 07       | André Negrão    | Olli Caldwell      | Rang 19     |                 |

### Sebring-Ergebnisse
| Jahr | Team                                   | Fahrzeug        | Teamkollege    | Teamkollege       | Platzierung | Ausfallgrund |
| ---- | -------------------------------------- | --------------- | -------------- | ----------------- | ----------- | ------------ |
| 2014 | Chip Ganassi Racing with Felix Sabates | Riley MkXXVI    | Scott Pruett   | Marino Franchitti | Gesamtsieg  |              |
| 2015 | Claro TracFone DeltaWing Racing        | DeltaWing DWC13 | Andrew Meyrick | Katherine Legge   | Rang 31     |              |

### Einzelergebnisse in der FIA-Langstrecken-Weltmeisterschaft
| Saison  | Team               | Rennwagen      | 1   | 2   | 3   | 4   | 5   | 6   | 7   | 8   | 9   |
| ------- | ------------------ | -------------- | --- | --- | --- | --- | --- | --- | --- | --- | --- |
| 2016    | Greaves Motorsport | Ligier JS P2   | SIL | SPA | LEM | NÜR | MEX | AUS | FUJ | SHA | BAH |
| 2016    | Greaves Motorsport | Ligier JS P2   | 10  |     |     |     |     |     |     |     |     |
| 2017    | G-Drive Racing     | Oreca 07       | SIL | SPA | LEM | NÜR | MEX | AUS | FUJ | SHA | BAH |
| 2017    | G-Drive Racing     | Oreca 07       | 39  |     |     |     |     |     |     |     |     |
| 2018/19 | IDEC Sport         | Ligier JS P217 | SPA | LEM | SIL | FUJ | SHA | SEB | SPA | LEM |     |
| 2018/19 | IDEC Sport         | Ligier JS P217 |     | DNF |     |     |     |     |     | 10  |     |
| 2019/20 | Dragonspeed        | Oreca 07       | SIL | FUJ | SHA | BAH | AUS | SPA | LEM | BAH |     |
| 2019/20 | Dragonspeed        | Oreca 07       |     |     |     | DNF |     |     |     |     |     |
| 2021    | Dupueine Team      | Oreca 07       | SPA | POR | MON | LEM | BAH | BAH |     |     |     |
| 2021    | Dupueine Team      | Oreca 07       | 14  |     |     |     |     |     |     |     |     |
| 2022    | Dupeine Team       | Oreca 07       | SEB | SPA | LEM | MON | FUJ | BAH |     |     |     |
| 2022    | Dupeine Team       | Oreca 07       | 52  |     |     |     |     |     |     |     |     |
| 2023    | Alpine Team        | Oreca 07       | SEB | POR | SPA | LEM | MON | FUJ | BAH |     |     |
| 2023    | Alpine Team        | Oreca 07       | DNF | 20  | 16  | 19  | 18  | 21  | 21  |     |     |